# 1958 în informatică
- 1957 în informatică — 1958 în informatică — 1959 în informatică

1958 în informatică a însemnat o serie de evenimente noi notabile:

## Evenimente
- Apare Gamma 60, proiectat de grupul Bull, primul calculator multitasking.[1] După aceea, la 5 octombrie 1959 IBM a lansat modelul 1401 (cu carduri și bandă), programabil în limbaj simbolic (memorie de bază .. 4K!)

- Compania BELL a creat primul modem[2] care să poată transmite date binare pe o linie telefonică simplă

- Limbajul Lisp a fost inventat de John McCarthy de la Massachusetts Institute of Technology (MIT).

- 26 iunie: este operațional calculatorul SAGE (deținut de Forțele Aeriene ale Statelor Unite ale Americii), primul sistem eficient de control al traficului aerian.